# Fritz Pfotenhauer
Fritz Pfotenhauer (* 9. März 1885 in Frankenberg/Sa.; † 20. Mai 1945 in Kreischa) war ein deutscher Jurist und Polizist.

## Leben und Wirken
Nach dem Schulbesuch studierte Pfotenhauer Rechtswissenschaften. Während seines Studiums wurde er 1906 Mitglied der Landsmannschaft Grimensia Leipzig. 1911 promovierte er mit einer Arbeit über gewerbliche Lehrverträge.
Pfotenhauer amtierte seit 1928 als stellvertretender Polizeipräsident von Dresden. Bereits 1927 ist er als Vorstand der Abteilung B (Politische Abteilung) des Dresdner Polizeipräsidiums nachweisbar.
Nach dem Machtantritt der Nationalsozialisten wurde er in die Geheime Staatspolizei übernommen. Er blieb weiterhin stellvertretender Polizeipräsident von Dresden. Um 1936 übernahm er außerdem in Personalunion die Leitung der Staatspolizeistelle in Dresden. Ein Bericht von 1937 gibt an, Pfotenhauer habe sich „keine besonderen Verdienste um die nationalsozialistische Erhebung“ erworben, sei aber „befähigt“, wenn auch „in seinen Entscheidungen sehr vorsichtig“.
1937 wurde Pfotenhauer als Oberregierungsrat in der Abteilung II (Volkspflege) des Sächsischen Innenministeriums beschäftigt. In dieser Stellung war er als Anstaltsdezernent in leitender Funktion an der Organisation der Durchführung der unter der Bezeichnung Euthanasie bekannt gewordenen Tötung von in Pflegeanstalten in Sachsen untergebrachten Behinderten beteiligt.
Kurz nach dem Ende des Zweiten Weltkrieges nahm Pfotenhauer sich das Leben.

## Schriften
- Der Abschluss des gewerblichen Lehrvertrages nach dem heute geltenden Rechte, 1911. (Dissertation)